# Hermes da Fonseca

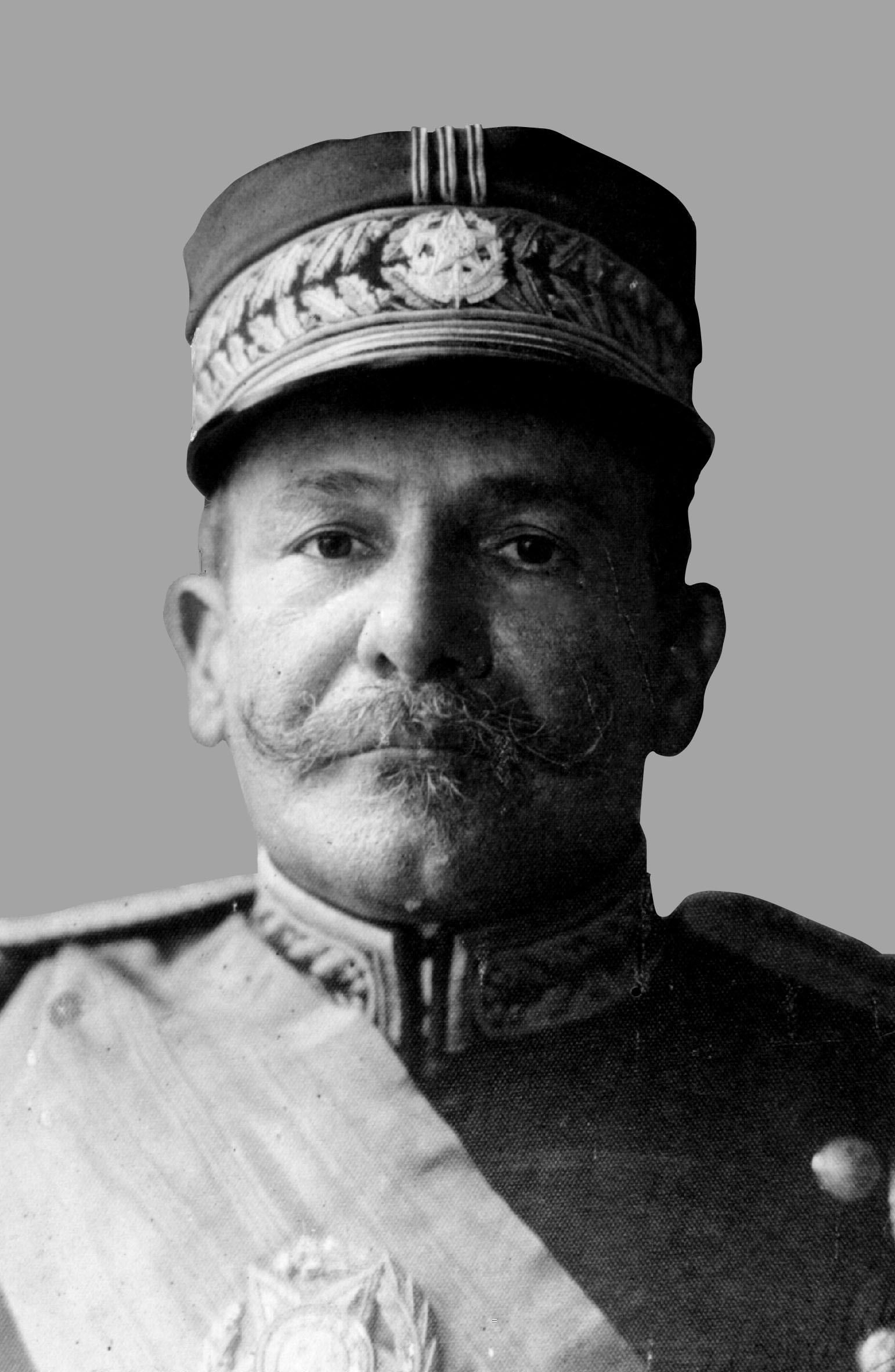
Hermes Rodrigues da Fonseca

Hermes Rodrigues da Fonseca (* 12. Mai 1855 in São Gabriel, Rio Grande do Sul; † 9. September 1923 in Petrópolis, Rio de Janeiro) war ein brasilianischer Marschall, Politiker und vom 15. November 1910 bis zum 15. November 1914 achter Präsident von Brasilien. Er gehörte dem Partido Republicano Conservador (PRC) an.
Zuvor war er einige Jahre Kriegsminister und in dieser Funktion 1908 als erster außereuropäischer Kriegsminister zu den Herbstmanövern in Deutschland eingeladen. Es ist bekannt, dass er dem Deutschen Reich und Kaiser Wilhelm II. viel Sympathie entgegenbrachte.
Hermes Fonseca befürwortete monarchistische Tendenzen in seinem Land zwar nicht ausdrücklich, stand ihnen aber auch nicht feindlich gegenüber. Die brasilianischen Monarchisten konnten offener als je zuvor auftreten und hatten inzwischen so viel Einfluss gewonnen, dass es ihnen sogar gelang, die Errichtung eines Denkmals für Kaiser Peter II. in Petrópolis durchzusetzen, dessen Enthüllung auch Präsident Fonseca beiwohnte.